# 音あずさ
音 あずさ（おと あずさ）は、日本のAV女優。Bstar所属。

## 略歴
2018年7月、エスワン専属女優としてAVデビュー。
2019年1月よりアイデアポケット、2月よりアタッカーズの専属となった。

## 人物
小学生の時に父親の持っていたAVで見たローターが何なのか気になり小遣いでこっそり通販で購入し、そのローターでオナニーを始めた。最近ではローターでは満足できなくなってきて、その上には電マしかない為、電マで満足できなくなったらどうしようかと考えている。

## 出演作品

### アダルトDVD
2018年
- 新人 NO.1STYLE 音あずさ AVデビュー（7月7日、エスワン）
- 快感! 初・体・験 6 あずさ18歳の恥じらい初イキSEXじっくり見せますスペシャル（8月7日、エスワン）
- 交わる体液、濃密セックス（9月7日、エスワン）
- おチ○ポ大好き即尺、いつでも即ハメご奉仕メイド（10月7日、エスワン）
- 極細ボディ絶頂痙攣絶叫 エグい程の超ピストン突貫（11月7日、エスワン）
- 犯された制服少女 〜弱みを握られた学園アイドルの末路〜（12月7日、エスワン）

2019年
- 解禁!人生初 生中出しSEX 禁欲後の生挿入に超快感(ガチ)イキ連発!! どっぷり10発中出し!!（1月13日、アイデアポケット）
- 単独強姦マニア 道端で見かけた女子大生編（2月7日、アタッカーズ）
- 屈服性裁 犯された社長令嬢（3月7日、アタッカーズ）

## 雑誌
- 実話BUNKA超タブー 2018年11月号（コアマガジン） - 袋とじ「高校卒業してわずか数カ月 いきなり大人SEXを強いられて」